# Hylaeus mahafaly
Hylaeus mahafaly is een vliesvleugelig insect uit de familie Colletidae. De wetenschappelijke naam van de soort is voor het eerst geldig gepubliceerd in 1987 door Hensen.